# The Hate That Hate Produced
The Hate That Hate Produced (dt.: Der Hass, der Hass produzierte) ist eine Fernsehdokumentation über die Nation of Islam. Sie wurde 1959 von den Journalisten Mike Wallace und Louis Lomax produziert.

## Hintergrund
1959 waren Wallace und Lomax Fernsehjournalisten für News Beat, ein Programm der WNTA-TV in New York.
Lomax informierte Wallace über die Nation of Islam und Wallace interessierte sich für die Gruppe. Lomax, der Afroamerikaner war, bekam Zugang zu der Gruppe und konnte in Begleitung zweier weißer Kameramänner Interviews durchführen.:21 The Hate That Hate Produced wurde im Juli 1959 in fünf Sendungen ausgestrahlt.:125

## Inhalt
The Hate That Hate Produced begann mit einer Einleitung von Wallace:
While city officials, state agencies, white liberals, and sober-minded Negroes stand idly by, a group of Negro dissenters is taking to street-corner step ladders, church pulpits, sports arenas, and ballroom platforms across the United States, to preach a gospel of hate that would set off a federal investigation if it were preached by Southern whites.
Während Offizielle, Staatliche Behörden, weiße Liberale und klar denkende Neger untätig zusehen, hat eine Gruppe von Neger-Dissidenten die Straßenecken, Kirchenkanzeln, Sportstätten und Tanzhallen in den ganzen USA übernommen, um ein Evangelium des Hasses zu predigen, dass zu einer Untersuchung durch Bundesbehörden führen würde, wenn es durch weiße Südstaatler gepredigt werden würde.
Die Kamera zeigt eine Szene mit Louis X (der sich später Louis Farrakhan nannte) wie er den weißen Mann folgender Verbrechen anklagte:
I charge the white man with being the greatest liar on earth! I charge the white man with being the greatest drunkard on earth.... I charge the white man with being the greatest gambler on earth. I charge the white man, ladies and gentlemen of the jury, with being the greatest murderer on earth. I charge the white man with being the greatest peace-breaker on earth.... I charge the white man with being the greatest robber on earth. I charge the white man with being the greatest deceiver on earth. I charge the white man with being the greatest trouble-maker on earth. So therefore, ladies and gentlemen of the jury, I ask you, bring back a verdict of guilty as charged!
Ich klage den weißen Mann an, der größte Lügner auf Erden zu sein! Ich klage den weißen Mann an, der größte Trunkenbold auf Erden zu sein… Ich klage den weißen Mann an, der größte Zocker auf Erden zu sein. Ich klage den weißen Mann an, meine Damen und Herren der Jury, der größte Mörder auf Erden zu sein. Ich klage den weißen Mann an, der größte Friedensbrecher auf Erden zu sein… Ich klage den weißen Mann an, der größte Räuber auf Erden zu sein. Ich klage den weißen Mann an, der größte Betrüger auf Erden zu sein. Ich klage den weißen Mann an, der größte Unruhestifter auf Erden zu sein. Und daher, meine Damen und Herren der Jury, fordere ich sie auf, ihn der Anklage gemäß für schuldig zu bekennen!:1
Wallace richtete sich an das Publikum:

Die Anklageschrift, die sie gerade gehört haben, wurde immer und immer wieder in den wichtigsten Städten des Landes verbreitet. Diese Anklage ist Höhepunkt eines moralischen Stückes namens „Der Prozess“.
Wesentlicher Kern der Handlung ist ein Prozess, wo der weiße Mann der Verbrechen gegen den schwarzen Mann angeklagt wurde. Er wurde für schuldig befunden. Das Urteil ist der Tod. Das Stück wird gesponsert und produziert von einer Gruppe religiöser Neger namens „Die Muslime“.
Während der Sendung erzählte Wallace den Zuschauern, die Nation sei die mächtigste  Black supremacist Gruppe.:52
Die Dokumentation beinhaltete einen Ausschnitt über die University of Islam, eine Schule, die von der  Nation geführt wurde, wo laut Wallace „schwarze Kinder dazu erzogen wurden, den weißen Mann zu hassen“.:125
Wallace erzählte den Zuschauern, die Nation hätte 250.000 Mitglieder, eine Zahl, die wahrheitswidrig aufgebläht worden war.:22
The Hate That Hate Produced beinhaltete Interviews Lomax’ mit Elijah Muhammad, dem Anführer der Nation of Islam.:126
Als ihm Lomax vorwarf, Hass zu predigen, sagte Malcolm X, dass er bloß die Wahrheit sagen würde.:126 Muhammad sagte, er glaube, Schwarze seien göttlich und weiße seien Teufel.:69
Er sagte auch, dass Allah ein schwarzer Mann war.:69
Die Sendung beinhaltete ein Interview Lomax’ mit Malcolm X, dem charismatischen Sprecher der Nation of Islam.
Lomax fragte ihn, ob alle Weißen böse seien und Malcolm X antwortete, dass Weiße insgesamt böse seien. „Wir haben in der Geschichte geforscht und nichts gefunden, wo sie als Gruppe etwas Gutes getan hätten“.:54
Als er über die Schulen der Nation gefragt wurde, bestritt Malcolm, dass Kinder dort zum Hass erzogen werden würden. Ihnen würde das gleich beigebracht werden, wie weißen Kindern, außer der Geschichte des „kleinen schwarzen Sambo“. Malcolm spielte damit auf eine berühmte Kindergeschichte eines kleinen schwarzen Jungen an. „Sambo“ war eine abfällige Bezeichnung für Schwarze im angelsächsischen Sprachraum.:54
Am Ende des Programms, forderte Wallace zur Unterstützung von schwarzen Führern auf, die Geduld predigen würden.:469
Er sagte, es sei wichtig, die Vereinigten Staaten zu einer Nation zu machen, die unteilbar, mit Freiheit und Gerechtigkeit für alle sei.:469

## Öffentliche Reaktion
The Hate That Hate Produced schockierte Millionen  von Zuschauern.:468
Die meisten Weißen hatten noch nie von einer Nation of Islam gehört und waren erstaunt, dass es Schwarze gab, die negativ über die Weißen dachten.
Für viele weiße Zuschauer war es das erste Mal, dass sie erfuhren, dass es eine radikale schwarze Alternative zum afro-amerikanischen Civil Rights Movement gab.
Einige Afroamerikaner konnten nicht glauben, dass Schwarze so etwas laut aussprechen würden, aber nicht wenige stimmten mit diesen aussagen überein.
Die Anzahl der Menschen, die an Veranstaltungen der Nation of Islam teilnahmen, stieg gewaltig.:126
Und einige Wochen nach Ausstrahlung der Sendung hatte sich die Zahl der Mitglieder auf 60.000 verdoppelt.
The Hate That Hate Produced brachte Malcolm X nationale Aufmerksamkeit. Vorher war er sehr selten in der Presse erwähnt worden. Nach der Sendung wurde Malcolm X zu etlichen Debatten im Fernsehen und an Hochschulen eingeladen.

## Moderne Analyse und Kritik
Aktuelle Kritiker warfen The Hate That Hate Produced  vor, gegen die Nation of Islam voreingenommen gewesen zu sein. Ein Kritiker sagte, dass bereits der Titel die schiefe Sichtweise der Reportage reflektieren würde. Andere warfen Wallace vor, ein Zerrbild produziert zu haben.:468 Die Reportage sei „offenkundig einseitig“:24 und nichts weiter als Boulevardjournalismus.:125
Das Erste was Wallace den Zuschauern über Muhammad und Malcolm X mitteilte war, dass die beiden im Gefängnis gesessen hatten. Dies sollte offensichtlich bereits die gesamte Organisation diskreditieren.:52
Wallace sprach von einer „beunruhigenden Geschichte“ und benutzte Phrasen wie „black supremacy“ (schwarze Vorherrschaft) und  „black racism“ (Schwarzer Rassismus), und „gospel of hate“ (Evangelium des Hasses), um die weiße Zuhörerschaft zu verängstigen. Kritiker warfen ihm vor, kein Interesse an einer Ausgewogenheit zu haben.:125:51
In seinem Buch White Violence, Black Response (Weiße Gewalt, Schwarze Reaktion) kritisiert Herbert Shapiro Wallace' Eröffnungskommentare dahingehend, dass die  Nation of Islam ein Evangelium des Hasses predige, das zu einer Untersuchung durch Bundesbehörden führte, wenn es durch weiße Südstaatler gepredigt würde.
Er merkte an, dass weiße Südstaatler – einschließlich gewählter Volksvertreter – tatsächlich Hasspredigten hielten und die Bundesregierung nahezu nichts getan hätte, um diese zu stoppen.:468 Shapiro behauptet weiterhin, dass Wallace wahrheitswidrig die Rhetorik der Nation, die die Weißen verurteilte, mit einem Plan, die Weißen anzugreifen, gekoppelt habe.:469